# 久喜市立鷲宮東中学校
久喜市立鷲宮東中学校（くきしりつ わしみやひがしちゅうがっこう）は、埼玉県久喜市八甫四丁目にある公立中学校。最寄り駅は東鷲宮駅。

## 概要
1982年に開校。
久喜市立鷲宮中学校の生徒増により、分離した。
2004年（平成16年）4月1日にラグビー部ができる。
2004年（平成16年）ラグビー部県大会ベスト4進出。
2005年（平成17年）3月31日にラグビー部が廃部。
2010年（平成22年）3月23日に鷲宮町が、久喜市、南埼玉郡菖蒲町、北葛飾郡栗橋町と合併して消滅したため、校名が久喜市立鷲宮東中学校に変更となる。
2011年5月16日にテニス部倉庫から出火、鉄骨平屋同建物約38平方メートルのうち約2平方メートルが焼けた。

## 年間行事
- 4月 - 入学式　早起き野球大会
- 5月 - 避難訓練　一年生校外学習（元気プラザ）　春期運動会　三年生修学旅行（京都・奈良）
- 7月 - 終業式
- 8月 - 親子除草
- 9月 - 始業式　避難訓練　PTAバザー
- 10月 - 生徒会本部役員改選選挙　文化・芸術の日
- 12月 - 終業式
- 1月 - 始業式　一年生冬季自然教室（菅平）
- 2月 - 三年生を送る会
- 3月 - 卒業式　終業式　2年生校外学習（東京）

### 文化・芸術の日
文化・芸術の日には、合唱の発表があり、学年ごとに「最優秀賞」、「優秀賞」、「伴奏者賞」、「指揮者賞」が決められる。
吹奏楽部の演奏、文化創造部の劇やダンスが披露される。

### 三年生を送る会
三年生を送る会は、略して「三送会」と呼ばれることもある。
三送会では、有志が歌や、踊りを発表する。
2011年からは、クラスごとの発表となった。
また2015年からは1年生と2年生合同での発表となった。

## 部活動
- 野球部
- サッカー部
- 女子バレーボール部
- 卓球部
- バドミントン部
- 男子ソフトテニス部
- 女子ソフトテニス部
- 男子バスケットボール部
- 女子バスケットボール部
- 吹奏楽部
- 文化創造部
- 男子ラグビー部（2006年廃部）
- 陸上部（2021年度創部）
- 科学技術部（2021年度創部）